# Waldemar Malak
Waldemar Malak (n. 17 iulie 1970, Gdańsk, Polonia – d. 13 noiembrie 1992, Charwatynia⁠(d), Gmina Luzino⁠(d), voievodatul Pomerania, Polonia) a fost un halterofil ce a reprezentat Polonia, medaliat olimpic. A participat la o ediție a Jocurilor Olimpice (1992) în care a câștigat o medalie de bronz.

## Participări
Lista de mai jos prezintă principalele competiții la care a participat Waldemar Malak de-a lungul carierei.
- weightlifting at the 1992 Summer Olympics – men's 100 kg[*]